# Alexanders nar
Alexanders nar is een hoorspel van Wolfgang Weyrauch. Alexanderschlacht werd op 22 september 1965 door de Westdeutscher Rundfunk uitgezonden. Kees Walraven vertaalde het en de AVRO zond het uit op donderdag 21 maart 1968. De regisseur was Dick van Putten. Het hoorspel duurde 41 minuten.

## Rolbezetting
- Leo de Hartogh (Alexander)
- Peter van der Linden (de nar)
- Wiesje Bouwmeester (de marketentster)
- Herman van Eelen, Harry Bronk, Hans Veerman, Tonny Foletta & Hans Karsenbarg (de soldaten)

## Inhoud
"Er waren eens twee vrienden die vijanden werden, maar hoewel ze tot vijanden werden, waren ze toch nog zo met elkaar bevriend dat ze besloten - de ene en de andere - afstand te doen van wat ze tot dusver voor waar gehouden hadden, zodat van elk slechts het tegendeel overbleef. En zo werd uit hem die eigenlijk de tiran was, de nar, en uit hem, die eigenlijk de nar was, de tiran." Dat is de fabel van Wolfgang Weyrauchs hoorspel Alexanders nar. Aan de hand van het voorbeeld van de koning der Macedoniërs en zijn nar, beiden ooit leerlingen aan de filosofenschool, demonstreert hij de problematiek van macht en grootheid, de converteerbaarheid van liefde en vrees…